# 前459年
| 千纪： | 前1千纪 |
| 世纪： | 前6世纪 \| 前5世纪 \| 前4世纪 |
| 年代： | 前480年代 \| 前470年代 \| 前460年代 \| 前450年代 \| 前440年代 \| 前430年代 \| 前420年代                                                                                           |
| 年份： | 前464年 \| 前463年 \| 前462年 \| 前461年 \| 前460年 \| 前459年 \| 前458年 \| 前457年 \| 前456年 \| 前455年 \| 前454年                                                             |
| 纪年： | 周貞定王十年 魯悼公九年 齊平公二十二年 晉出公十六年 趙襄子十七年 秦厉共公十八年 楚惠王三十年 宋昭公十年 衛敬公六年 蔡声侯十三年 鄭哀公四年 燕孝公三十四年 越王鹿郢五年 杞出公二年 |

## 大事記
- 晉國智氏取中山國的窮魚之邱，勢力發展到今河北定州一帶。
- 猶太祭司以斯拉召集約5,000名猶太人，帶領他們從巴比倫到達耶路撒冷。
- 雅典與受到科林斯壓力的墨伽拉城邦結盟，導致科林斯和雅典之間發生戰爭。
- 西西里島城鎮默干提納（英语：Morgantina）被希臘化的西庫爾人領袖杜凱提烏斯摧毀。